# Graffiti (Album)
Graffiti ist das dritte Studioalbum des US-amerikanischen R&B-Musikers Chris Brown. Es erschien am 3. Dezember 2009 beim Label Jive Records und erreichte Platz sieben der Billboard 200. Aus dem Album wurden die Lieder I Can Transform Ya und Crawl ausgekoppelt.

## Hintergrund
2008 begann Brown mit den Arbeiten an seinem dritten Studioalbum. Im selben Jahr gab er auch den Namen seiner neuen CD bekannt. Im September 2009 veröffentlichte Brown eine Nachricht, wonach die Arbeiten an dem Album beendet seinen. Insgesamt wurde an rund 60 bis 70 Lieder für das Album gearbeitet.
Graffiti ist das erste Album, seit Brown im Februar 2009 bei einer Vor-Grammy-Party eine tätliche Auseinandersetzung mit seiner damaligen Freundin Rihanna hatte. Durch den damaligen Vorfall, bei der Chris Brown eine Bewährungsstrafe erhielt, erlitt er einen großen Imageverlust. Einige Radiosender boykottierten deshalb auch die Musik des Sängers.

## Musikstil
Laut Billboard vereinige das Album verschiedene Elemente des Contemporary R&B, der Popmusik, Rockmusik und des Eurodance. Greg Kot verglich den Stil des Albums mit den „genreübergreifenden Experimenten“ von Künstlern wie Kanye West, Saul Williams und Lil Wayne. Mikael Wood schrieb, dass der größte Teil der CD eine „fröhliche Party-Art“ sei.

## Veröffentlichung und Promotion
Das Album wurde am 7. Dezember 2009 international veröffentlicht, in den USA erschien es einen Tag später. Die Standard-Version beinhaltete in Europa 14 Lieder, in den USA nur 13. Die Deluxe-Edition der CD erschien gleichzeitig wie die normale Standard-Version. In Europa beinhaltete die Deluxe-Edition eine CD, auf der sechs zusätzliche Lieder vorhanden waren. In den USA und Japan waren ebenfalls sechs weitere Lieder vorhanden, allerdings auf einer separaten CD. Zudem beinhaltete die Version der USA das Lied Movie, welches in Europa nicht vorhanden ist. Das Lied Chase Our Love ist hingegen nur auf der europäischen Version zu finden.
Um das Album zu promoten, begab sich Brown auf die Fan Appreciation Tour, welche ausschließlich Konzerte in den USA beinhaltete. Die Tournee begann am 27. Oktober 2009 in New Jersey und endete am 15. Dezember 2009 in New York City. Ein Anteil der Einnahmen, die aus der Tour resultierten, spendete Brown an zwei verschiedene Stiftungen. Eine Einrichtung unterstützt Opfer häuslicher Gewalt, die andere Personen mit Entwicklungsstörungen.

## Titelliste
| #   | Titel                                                  | Songwriting | Produktion                                     | Länge |
| --- | ------------------------------------------------------ | --- | ---------------------------------------------- | ----- |
| 1.  | I Can Transform Ya (featuring Lil Wayne & Swizz Beatz) | Chris Brown, Jason „Pooh Bear“ Boyd, Kasseem „Swizz Beatz“ Dean, Joseph „Lonny“ Bereal, Dwayne Carter                                  | Swizz Beatz                                    | 3:48  |
| 2.  | Sing Like Me                                           | Chris Brown, Big Makk, Keith Thomas, Lorenza „Big Lo“ Lennon, Atozzio Towns                                                            | Big Makk, Keith Thomas, Big Lo                 | 4:15  |
| 3.  | Crawl                                                  | Chris Brown, Adam Messinger, Nasri Atweh, Luke Boyd                                                                                    | Adam Messinger & Nasri Atweh                   | 3:56  |
| 4.  | So Cold                                                | Chris Brown, Jamal „Polow da Don“ Jones, Ester Dean, Teyana Taylor, Paul Dawson, Jason Perry                                           | Polow da Don                                   | 3:38  |
| 5.  | What I Do (featuring Plies)                            | Chris Brown, Andrew Harr, Jermaine Jackson, Jason „Pooh Bear“ Boyd, Luke Boyd, Kevin Cossim, Robert Allen, Algernod „Plies“ Washington | The Runners                                    | 4:00  |
| 6.  | Famous Girl                                            | Chris Brown, Ryan Leslie, Joseph „Lonny“ Bereal, Robert Allen, Luke Boyd                                                               | Ryan Leslie                                    | 3:39  |
| 7.  | Take My Time (featuring Tank)                          | Chris Brown, Christopher Whitacre, Justin Henderson                                                                                    | Tha Bizness                                    | 4:38  |
| 8.  | I.Y.A.                                                 | Chris Brown, Jean Baptiste, Nick Marsh, Michael McHenry, Ryan Buendia                                                                  | Free School                                    | 3:08  |
| 9.  | Pass Out (featuring Eva Simons)                        | Chris Brown, Brian Kennedy, Andre Merritt                                                                                              | Brian Kennedy                                  | 3:53  |
| 10. | Wait (featuring Trey Songz & The Game)                 | Chris Brown, Jamal „Polow da Don“ Jones, Lonny Bereal, Tremaine Neverson, Jayceon Taylor, Paul Dawson                                  | Polow da Don                                   | 4:30  |
| 11. | Lucky Me                                               | Chris Brown, Jevon Hill, Rico Love, Timothy Thomas, Theron Thomas                                                                      | Jevon Hill                                     | 5:10  |
| 12. | Fallin Down                                            | Chris Brown, Charlie Bereal, James „Pooh Bear“ Boyd                                                                                    | Charlie Bereal                                 | 4:12  |
| 13. | I’ll Go                                                | Brian Kennedy, James Fauntleroy | Brian Kennedy, James Fauntleroy (Co-Produzent) | 3:05  |
|     | International Bonus-Track                              | |                                                |       |
| 14. | Girlfriend (featuring Lupe Fiasco)                     | Chris Brown, Jean Baptiste, Nick Marsh, Michael McHenry, Ryan Buendia                                                                  | Free School                                    | 4:08  |
|     | Deluxe-Edition Bonus-Tracks                            | |                                                |       |
| 15. | Gotta Be Ur Man                                        | Chris Brown, Jamal „Polow da Don“ Jones, Ester Dean, Paul Dawson, Jay Stevenson                                                        | Polow da Don                                   | 3:17  |
| 16. | Movie (Bonus Track)                                    | Chris Brown, Jevon Hill, Timothy Thomas, Theron Thomas                                                                                 | Polow da Don                                   | 4:04  |
| 17. | For Ur Love                                            | Chris Brown, Jean Baptiste, Nick Marsh, Michael McHenry, Ryan Buendia, Tyler Sherrit, Sylvia Gordon, Trevor McFedries                  | Free School                                    | 3:45  |
| 18. | I Need This                                            | Warren „Oak“ Felder, Robert Allen, Jessica Cornish                                                                                     | Oak                                            | 4:21  |
| 19. | I Love U                                               | Chris Brown, Jamal „Polow da Don“ Jones, Ester Dean, Jason Perry                                                                       | Polow da Don                                   | 3:02  |
| 20. | Brown Skin Girl (featuring Sean Paul)                  | Chris Brown, Scott Storch, Timothy Thomas, Theron Thomas                                                                               | Scott Storch                                   | 4:13  |
| 21. | Chase Our Love (International Bonus Track)             | Chris Brown, Jean Baptiste, Nick Marsh, Michael McHenry, Ryan Buendia                                                                  | Free School                                    | 3:21  |
| 22. | Graffiti (iTunes Bonus Track, nur bei Vorbestellung)   | Carlos & Steven Battey | Cool & Dre                                     | 5:12  |

## Singles
Am 29. September 2009 wurde die erste Single des Albums, I Can Transform Ya, veröffentlicht. Bei dem Lied wirkten auch Lil Wayne und Swizz Beatz mit. Das Lied erreichte Platz 26 im Vereinigten Königreich und Rang 20 in den USA, in Deutschland stieg es nicht in die Charts ein.
Am 24. November erschien die zweite und gleichzeitig auch letzte Singleauskopplung des Albums, Crawl. Der Song stieg bis auch Platz 53 in den USA und Rang 35 im Vereinigten Königreich, erreichte jedoch keine Chartplatzierung in Deutschland.
Am 24. November wurde neben der zweiten Single auch das Lied Sing Like Me veröffentlicht, ein Promo-Tonträger. Sie erreichte keine Platzierung.

## Rezeption

### Kritiken
Das Album erhielt äußerst negative Kritiken. Beim Metascore erhielt es lediglich 39 von 100 Punkten, die auf zwölf unterschiedliche Bewertungen basierten. Entertainment Weekly beispielsweise schrieb, dass Brown es durch seinen Imageverlust nach der Auseinandersetzung mit seiner Exfreundin schwer habe, und dass das Album diesen nicht „magisch reparieren“ können, die CD jedoch in den besten Momenten immer noch „schwebt“. Die Los Angeles Times unterstellte Brown, den Vorfall mit Rihanna zu seinem Vorfall nutzen zu wollen. So stellte Autor Mikael Wood fest, dass „eine Handvoll liebevoll gestaltete Power-Balladen offenbar entworfen worden sind, um die Reue des Sängers über den Vorfall zu beleuchten.“ Allmusic schrieb in seiner Bewertung, dass ein Paar der Lieder einen nachhaltigen Eindruck haben. Der Chicago Tribune war der Meinung, dass vor allem das Lied Famous Girl das Album „aus der Bahn“ werfe und dafür sorge, dass sich jede Note „ausgenutzt und eigennützig“ anfühle. Zudem schädige Brown mit dem Versuch, seinen Ruf wiederherzustellen, diesem sogar noch mehr. The A.V. Club meinte, dass das Album musikalisch eine „ziemlich einschmeichelnde Angelegenheit“ sei, die Produktion sei sauber und oftmals auch lebhaft, zudem singe Brown „gut genug“. Das Problem sei, was er singe. Deshalb rezensierte das Magazin das Album mit der schlechtesten Note.

### Auszeichnungen und Nominierungen
Das Album war einen zwei Grammy bei den Grammy Awards 2011 nominiert, welche am 13. Februar 2011 im Staples Center in Los Angeles stattfanden. In der Kategorie Best R&B Performance by a Duo or Group with Vocals war das Lied Take My Time (mit Tank) nominiert, verlor jedoch gegen Soldier of Love von Sade. In der Kategorie Best Contemporary R&B Album verlor das Album gegen Raymond v. Raymond des Künstlers Usher.

## Kommerzieller Erfolg

### Chartplatzierungen
Das Album stieg nach der Veröffentlichung direkt auf Platz sieben in den Billboard 200, da es sich in der ersten Woche circa 102.000 Mal verkauft hatte. Das Vorgängeralbum Exclusive hatte in der ersten Woche rund 294.000 CDs absetzen können. Bis Juli 2011 wurden nur rund 674.000 Tonträger in den USA verkauft, womit das Album deutlich hinter seinen zwei Vorgängern zurückblieb.
Zudem konnte sich das Album auf Platz 113 der Year-End-Charts der USA platzieren. Diese Hitliste zeichnet die erfolgreichsten Alben des gesamten Jahres aus.
| ChartsChartplatzierungen       | Höchstplatzierung | Wochen |
| ------------------------------ | ----------------- | ------ |
| Vereinigte Staaten (Billboard) | 7 (13 Wo.)        | 13     |
| Vereinigtes Königreich (OCC)   | 55 (3 Wo.)        | 3      |

### Auszeichnungen für Musikverkäufe
| Land/Region                  | Auszeichnungen für Musikverkäufe (Land/Region, Auszeichnung, Verkäufe) | Verkäufe |
| ---------------------------- | ---------------------------------------------------------------------- | -------- |
| Neuseeland (RMNZ)            | Gold                                                                   | 7.500    |
| Vereinigte Staaten (RIAA)    | Gold                                                                   | 500.000  |
| Vereinigtes Königreich (BPI) | Silber                                                                 | 60.000   |
| Insgesamt                    | 1× Silber · 2× Gold ·                                                  | 567.500  |

Hauptartikel: Chris Brown (Sänger)/Auszeichnungen für Musikverkäufe